# Neshoba County
Neshoba County is een county in de Amerikaanse staat Mississippi.
De county heeft een landoppervlakte van 1.476 km² en telt 28.684 inwoners (volkstelling 2000). De hoofdplaats is Philadelphia.

## Bevolkingsontwikkeling

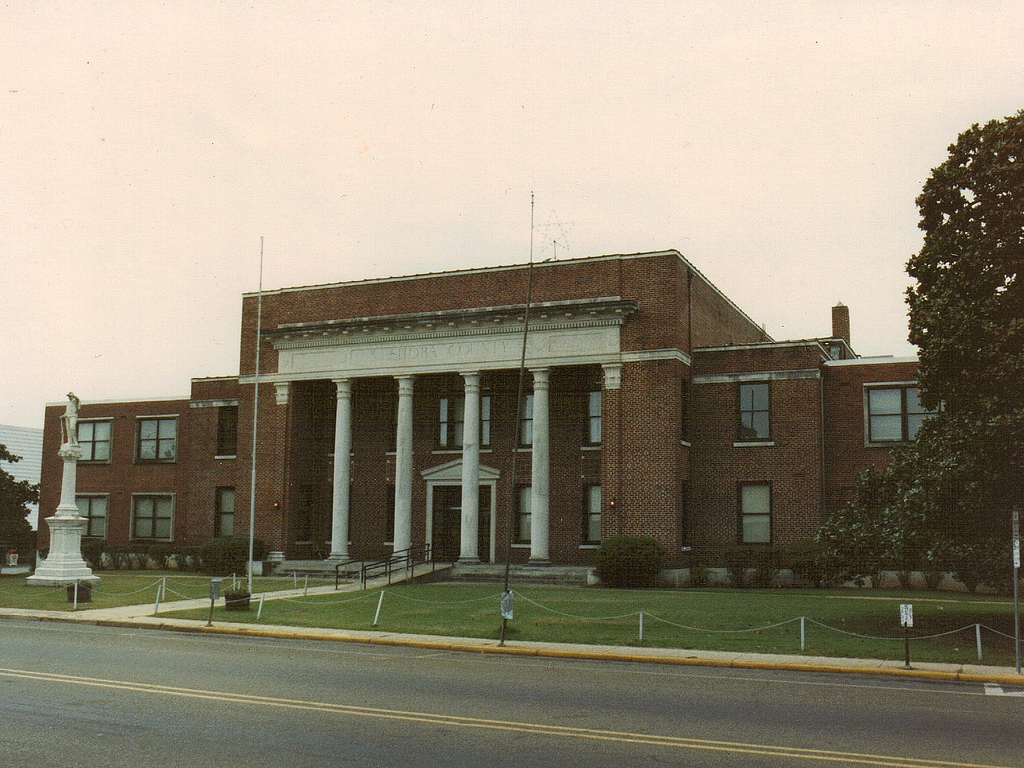
Neshoba County Courthouse